# Clubiona contrita
Clubiona contrita là một loài nhện trong họ Clubionidae.
Loài này thuộc chi Clubiona. Clubiona contrita được Raymond Robert Forster miêu tả năm 1979.